# Flughafen Kopenhagen-Kastrup

i7
i11
i13
Der Flughafen Kopenhagen-Kastrup [ˈkasdʀob] (dänisch Københavns Lufthavn, IATA-Code: CPH, ICAO-Code: EKCH) im Tårnbyer Ortsteil Kastrup ist der internationale Verkehrsflughafen der dänischen Hauptstadt Kopenhagen. Er war mit über 30 Millionen Passagieren im Jahr 2019 der größte Flughafen Skandinaviens und dient als Drehkreuz für SAS Scandinavian Airlines sowie als Basis für Norwegian Air Shuttle und weiterer Gesellschaften.

## Geschichte
Der Flughafen Kopenhagen wurde am 20. April 1925 als einer der ersten privaten Flughäfen der Welt noch mit einer Graspiste als Start- und Landebahn eröffnet. Bereits im Jahr 1932 erfolgten hier insgesamt 6000 Starts und Landungen. 1939 wurde das von Vilhelm Lauritzen entworfene neue Terminal fertiggestellt und eröffnet.
Während des Zweiten Weltkrieges nutzte nach der Besetzung Dänemarks durch die deutsche Wehrmacht die deutsche Luftwaffe den Flugplatz ab Frühjahr 1940 als Fliegerhorst. Kastrup war ab April 1941 Hauptbasis der Blindflugschule 4 und ab September 1944 lagen hier zusätzlich die Ju 88G der I. Gruppe des Nachtjagdgeschwaders 7 (I./NJG 7) bzw. nach Umbenennung eines Teils der IV. Gruppe des Nachtjagdgeschwaders 2 (IV./NJG 2). Im Februar 1945 endete der Flugbetrieb im Wesentlichen, in den letzten Kriegsmonaten war der Flughafen jedoch Ziel von Evakuierungsflügen aus Ostpreußen und dem Baltikum.
Nach der Kapitulation Deutschlands im Mai 1945 übernahm zunächst die britische Royal Air Force Airfield B.160, so die alliierte Codebezeichnung Kastrups. Sie stationierte hier von Juni bis September ihr 122. Geschwader, das mit bis zu fünf Staffeln Tempest V und Typhoon IB Jagdbombern ausgerüstet war.
1948 zählte der Flughafen bereits 150 Starts und Landungen sowie 3.000 Passagiere täglich, im Jahr 1956 wurden erstmals eine Million Passagiere abgefertigt und der Flughafen zum weltweit besten gekürt.
Am 10. Mai 1960 wurde das neue Terminal 2 eingeweiht, im selben Jahr wurde der neue Tower fertiggestellt.
1982 wurde der neue Frachtbereich eröffnet, 1986 folgte ein Parkhaus für 2.400 Fahrzeuge.
Im Jahr 2000 wurden über 20 Millionen Passagiere abgefertigt, im selben Jahr wurde nahe dem Flughafen mit der Öresundverbindung die erste feste Auto- und Zugverbindung nach Schweden fertiggestellt. 2001 eröffnete Hilton ein Luxushotel mit 382 Betten auf dem Flughafengelände und man zählte insgesamt 267.000 Starts und Landungen.
Im September 2007 wurde der Flughafen an die Linie M2 der Metro Kopenhagen angebunden.

## Infrastruktur

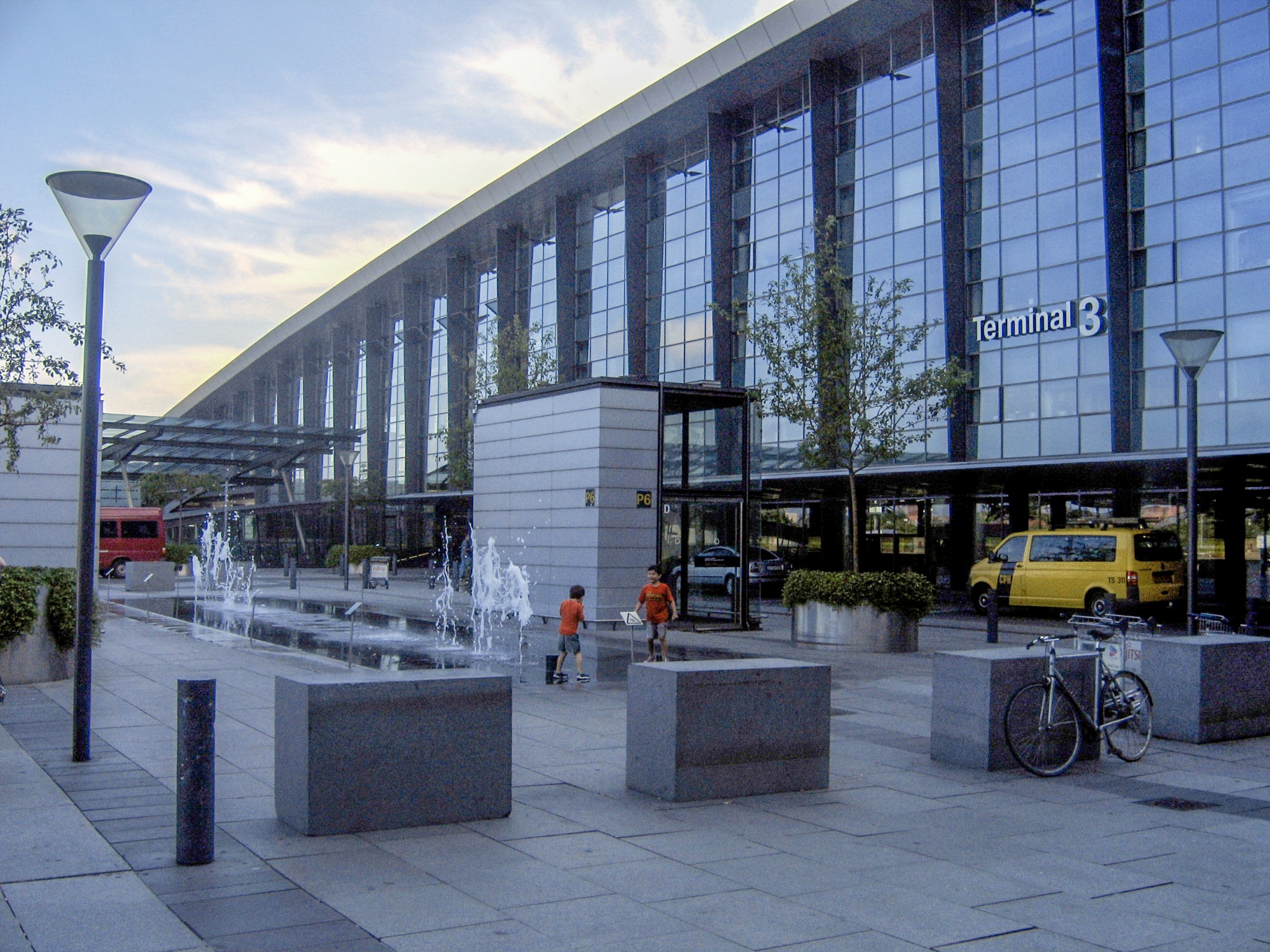
Außenansicht von Terminal 3

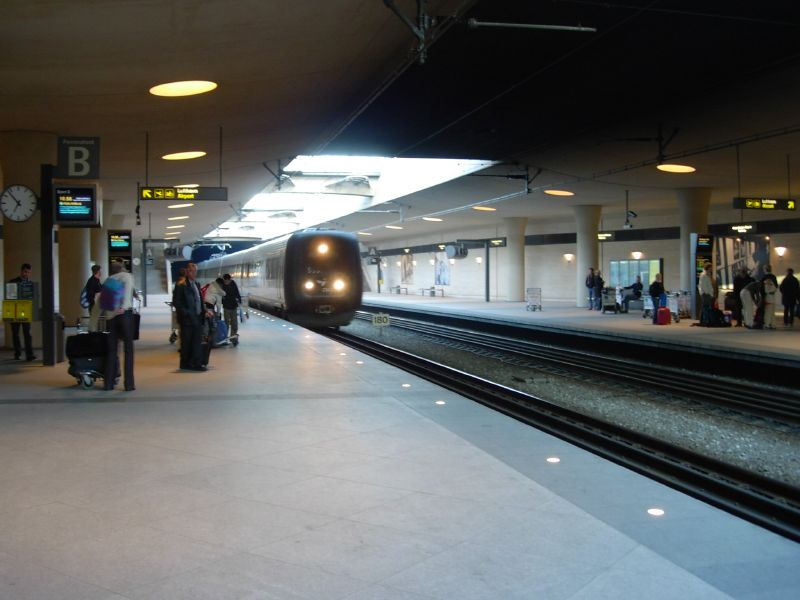
Der Flughafenbahnhof.

Das 11 km² große Areal des Flughafens teilt sich in fünf Bereiche:
- Vorfeld: Es gibt zwei parallele Runways (04L-22R [CAT1 – 3300 m]; 04R-22L [CAT2 – 3500 m]). Diese wurden parallel zum Fahrwasser der Schiffe angelegt. Dadurch erreichte man, dass die Lärmbelästigung im Zentrum Kopenhagens und in dessen Vororten abnahm. Zusätzlich dazu gibt es eine Runway, die beide anderen kreuzt (12-30 [CAT3]). Hauptsächlich wird diese als 'Taxiway' für Flugzeuge verwendet, die seeseitig landen. Lande- oder Startverkehr (landwärts) auf der dritten Runway darf nicht bei Schlechtwetter stattfinden. Das Gefahrenpotential für die angrenzende Bevölkerung wäre durch die Besiedelungsdichte zu hoch. Ebenfalls dürfen keine Nachtflüge über diese Runway stattfinden. Das Vorfeld verfügt über insgesamt 54 Parkpositionen, davon neun für Inlandsflüge und 43 für internationale Verbindungen, die über Fluggastbrücken verfügen, sowie zwei Hubschrauberlandeplätze.

- Nord: Hier befinden sich öffentliche Geschäfte, die von allen Personen innerhalb des Flughafens erreicht werden können. Die Ankunfts- und Abflughallen, Verwaltung, sowie der Tower befinden sich im Nordareal.
- Süd: Für die Logistik sind im Südteil alle Nachschub- und Umschlagdepots untergebracht.
- Ost: Fracht- und Cateringservice sowie die Flugzeughangars befinden sich im Ostteil. Gleichzeitig werden hier alle Helikopter abgefertigt.
- West: Hier, im Teil des alten Flughafens, sind die Fluglotsen für Nordeuropa untergebracht. Der alte Tower wurde für Trainingszwecke umgebaut und wird heute nur noch im Extremfall produktiv geschaltet.

## Abfertigungsgebäude
Der Flughafen Kopenhagen verfügt derzeit über zwei Terminals, die unter anderem etwa 50 Ladengeschäfte, 15 Restaurants und Bars sowie mehrere Flughafenlounges und Konferenzbereiche bieten.

### Terminal 1
In diesem Terminal wurden bis 2015 die Inlandsflüge abgefertigt. Von hier wurden die Insel Bornholm und Jütland angeflogen. Grönland und die Färöer-Inseln, die beide autonomer Bestandteil des Königreichs Dänemark sind, wurden nicht von diesem Terminal aus angeflogen, sondern von Terminal 2/3. Seit der Schließung des Terminal 1 im Jahre 2015 werden sowohl Inlands- als auch Auslandsflüge von den Terminals 2 und 3 aus abgefertigt.

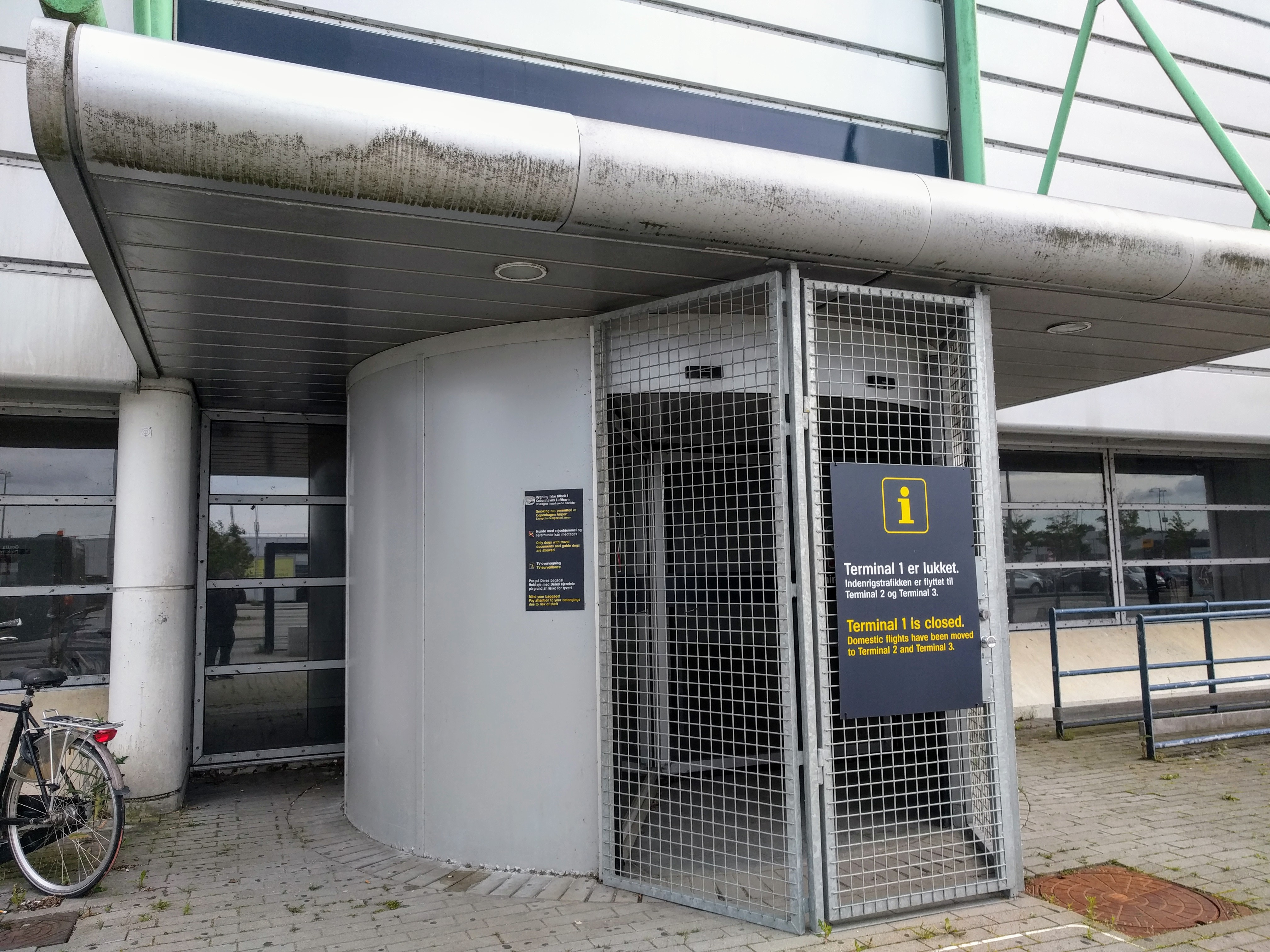
Einer der früheren Eingänge zum seit 2015 stillgelegten Terminal 1

### Terminal 2 und 3
Hier wird der nationale und internationale Flugverkehr abgefertigt. Kopenhagen ist im nordeuropäischen Raum der größte Umschlag- und Knotenpunkt.

## Lage und Verkehrsanbindung
Der Flughafen liegt im Ortsteil Kastrup der Kopenhagener Vorstadt Tårnby in der gleichnamigen Kommune und befindet sich etwa acht Kilometer vom Stadtzentrum von Kopenhagen entfernt an der Ostküste der Insel Amager, unmittelbar südlich der Autobahn und der Eisenbahnstrecke, die zur Öresundverbindung führen. Eben wegen des Flughafens ist die Öresundverbindung in ihrem westlichen Teil als Tunnel ausgeführt, der direkt am Flughafen beginnt. Aus Sicherheitsgründen wird von der Flugsicherung eine Landebahn gesperrt, wenn Schiffe im Drogden-Sund mit einer Höhe über 30 Meter angekündigt sind, da die Anflugbahn der Flugzeuge sehr tief über dem Wasser des Sundes liegt.
Der Flughafen hat mit dem Bahnhof Københavns Lufthavn einen direkten Anschluss an die Öresundverbindung. Durch die Zugverbindung nach Schweden stellt der Flughafen nicht nur einen großen Knotenpunkt für den skandinavischen Luftverkehr dar, sondern ist auch eine wichtige Stelle für die dänisch-schwedische Verkehrsanbindung. Mit der Station Lufthavnen ist der Flughafen ebenso an das Metro-System der dänischen Hauptstadt angebunden.
Mit dem Zug erreicht man den Flughafen in fünf Stunden von Stockholm, 3,5 Stunden von Göteborg und Aarhus bis zum Terminal 3. Von Malmö benötigt er sogar nur 20 Minuten und zwölf Minuten vom Zentrum Kopenhagens. Die Entfernung vom Bahnhof bis zu den Check-in-Schaltern beträgt lediglich etwa 100 Meter.

## Fluggesellschaften und Ziele
Von Kopenhagen werden über 102 nationale und internationale Flugziele bedient. Darunter finden sich Ziele sowohl in Europa als auch in Nordamerika, Afrika und Asien.
Im deutschsprachigen Raum werden Basel, Berlin Brandenburg, Düsseldorf, Frankfurt, Genf, Hannover, Hamburg, Köln/Bonn, München, Salzburg, Wien und Zürich angeflogen.

## Verkehrszahlen
| Jahr | Passagierzahlen | Passagierzahlen | Passagierzahlen | Luftfracht (Tonnen) | Flugbewegungen |
| Jahr | National        | International   | Gesamt          | Luftfracht (Tonnen) | Flugbewegungen |
| ---- | --------------- | --------------- | --------------- | ------------------- | -------------- |
| 2024 | 1.126.849       | 28.755.704      | 29.882.553      |                     | 240.680        |
| 2023 | 1.198.624       | 25.566.822      | 26.765.446      |                     | 227.343        |
| 2022 | 1.226.343       | 20.916.792      | 22.143.135      |                     | 202.232        |
| 2021 | 850.853         | 8.328.801       | 9.179.654       |                     | 109.925        |
| 2020 | 607.320         | 6.918.121       | 7.525.441       | 223.243             | 98.239         |
| 2019 | 1.487.932       | 28.768.771      | 30.256.703      | 345.296             | 263.411        |
| 2018 | 1.586.728       | 28.711.803      | 30.298.531      |                     | 266.096        |
| 2017 | 1.611.369       | 27.566.464      | 29.177.833      |                     | 259.243        |
| 2016 | 2.028.514       | 27.014.773      | 29.043.287      | 423.042             | 265.784        |
| 2015 | 1.915.528       | 24.694.804      | 26.610.332      | 372.748             | 254.838        |
| 2014 | 1.946.790       | 23.680.303      | 25.627.093      | 390.210             | 251.799        |
| 2013 | 1.902.652       | 22.164.378      | 24.067.030      | 360.990             | 244.942        |
| 2012 | 1.935.133       | 21.401.054      | 23.336.187      | 354.270             | 242.992        |
| 2011 | 2.401.265       | 20.324.252      | 22.725.517      | 332.877             | 253.762        |
| 2010 | 2.450.580       | 19.051.170      | 21.501.750      | 309.236             | 245.640        |
| 2009 | 2.014.933       | 17.700.518      | 19.715.451      | 312.179             | 236.172        |
| 2008 | -               | -               | 21.530.016      | -                   | 264.101        |
| 2007 | -               | -               | 21.409.526      | -                   | 257.591        |
| 2006 | -               | -               | 20.877.496      | -                   | 258.356        |
| 2005 | -               | -               | 19.981.872      | -                   | 268.655        |
| 2004 | -               | -               | 19.034.585      | -                   | 272.518        |
| 2003 | -               | -               | 17.714.007      | -                   | 259.002        |
| 2002 | -               | -               | 18.272.173      | -                   | 266.894        |
| 2001 | -               | -               | 18.136.274      | -                   | 288.739        |
| 2000 | -               | -               | 18.119.752      | -                   | 303.713        |
| 1999 | -               | -               | 17.050.629      | -                   | 298.533        |
| 1998 | -               | -               | 16.368.038      | -                   | 280.788        |
| 1997 | -               | -               | 16.623.404      | -                   | 283.621        |

## Zwischenfälle
- Am 30. Januar 1946 kam die Boeing B-17G der Det Danske Luftfartselskab (DDL) (Luftfahrzeugkennzeichen OY-DFE, früher SE-BAR) bei der Landung auf dem Flughafen Kopenhagen von der Bahn ab, raste in das Vorfeld und krachte in eine geparkte Douglas DC-3 (KG427) der Royal Air Force. Beide Maschinen wurden zerstört; es gab keine Personenschäden.[7][8]

- Am 3. September 1946 stürzte eine Douglas DC-3A der Air France (F-BAOB) nach dem Start vom  Flughafen Kopenhagen etwa 40 km südwestlich davon bei Køge ab. Alle 22 Insassen, 5 Besatzungsmitglieder und 17 Passagiere kamen ums Leben. Als Ursache wird eine Treibstoffleckage angenommen, die zu einem Triebwerksbrand führte.[9][10]

- Am 26. Januar 1947 verunglückte eine Douglas DC-3 der niederländischen Fluggesellschaft KLM (PH-TCR) kurz nach dem Start in Kopenhagen-Kastrup zum Weiterflug nach Stockholm. Die Maschine bäumte sich steil auf und stürzte ab. Alle 22 Insassen, darunter Gustav Adolf Erbprinz von Schweden, kamen bei dem Absturz ums Leben. Ursache waren die Versäumnisse, vor dem Start die Verriegelung des Höhenruders zu entfernen und die Steuerung zu überprüfen (siehe auch Flugzeugkatastrophe von Kastrup).[11][12]

- Am 29. Dezember 1947 kam es zur Bruchlandung einer Vickers Viking 1B der Det Danske Luftfartselskab (DDL) (OY-DLI). Die Maschine kam aus Paris und flog während des Landeanflugs auf den Flughafen Kopenhagen in den Öresund. Alle 24 Menschen an Bord überlebten.[13]

- Am 8. Februar 1949 stürzte eine Vickers Viking 1B der Det Danske Luftfartselskab (DDL) (OY-DLU) während des Landeanflugs auf den Flughafen Kopenhagen bei Barsebäck, Schweden, in den Öresund. Alle 27 Menschen an Bord kamen ums Leben (siehe auch Flugunfall bei Barsebäck).[14]

- Am 15. August 1957 kollidierte eine Iljuschin Il-14 der Aeroflot (СССР-L1874) im Endanflug mit einem Schornstein des Kraftwerks H.C. Ørsted Værket und stürzte ins südliche Hafenbecken von Kopenhagen. Die Maschine kam vom Flughafen Riga-Spilve. Alle 23 Insassen kamen ums Leben (siehe auch Aeroflot-Flug 103).[15]

- Am 17. November 1957 befand sich eine Viscount 802 der British European Airways (BEA) (G-AOHP) auf einem Frachtflug von London Heathrow nach Kopenhagen. Im Anflug fielen drei der vier Triebwerke aufgrund einer Fehlfunktion im Enteisungssystem aus. Bei einer Bauchlandung 28 Kilometer nordwestlich des Flughafens wurde die Maschine zerstört, aber beide Piloten überlebten.[16]

- Am 13. April 1963 verunglückte eine Douglas DC-6B der Sterling Airways (OY-EAP) bei der Landung am Flughafen Kopenhagen-Kastrup. Das Flugzeug war auf einem Überführungsflug aus Las Palmas mit nur drei laufenden Triebwerken. Kurz vor der Landebahn waren Flughöhe und Geschwindigkeit zu weit abgesunken. Beim Versuch des Durchstartens mit drei Triebwerken kippte das Flugzeug scharf nach rechts und schlug mit der Tragflächenspitze 50 Meter neben der Landebahn auf, woraufhin der Flügel brach. Die dreiköpfige Flugbesatzung überlebte, die Maschine wurde zerstört.[17]

- Am 17. Oktober 1967 wurde eine Douglas DC-3A der dänischen Fairline (OY-DNP) auf dem Flughafen Kopenhagen-Kastrup durch einen Sturm irreparabel beschädigt. Personen kamen nicht zu Schaden.[18]

- Am 28. August 1971 stürzte eine Iljuschin Il-18 der ungarischen Fluggesellschaft Malév (HA-MOC) beim Endanflug nach Instrumentenflugregeln nahe der Insel Saltholm ins Meer. Flugzeugführer war Ungarns höchstdekorierter Jagdflieger Dezső Szentgyörgyi, der im Anflug, eventuell aufgrund von Fallböen, die Kontrolle über das Flugzeug verlor. Von den 34 Insassen überlebten nur 2 Passagiere den Unfall (siehe auch Malév-Flug 731).[19]

- Am 13. September 1974 setzte eine Boeing 720-025 der dänischen Conair of Scandinavia (OY-DSR) bei einer Landung auf dem Flughafen Kopenhagen-Kastrup zu hart auf. Alle Insassen überlebten. Aufgrund der Schadenshöhe musste das Flugzeug als Totalverlust abgeschrieben werden und wurde im Juli 1975 verschrottet.[20]

- Am 3. Februar 1975 mussten nach der Landung einer Boeing 747 der Japan Air Lines (JAL) auf dem Flughafen Kopenhagen-Kastrup 197 Menschen wegen schwerer Lebensmittelvergiftungen behandelt werden, davon 144 stationär. Ein Koch der JAL hatte Schinkenomeletts durch Infektionen an seinen Fingern mit Staphylokokken verunreinigt. Die Lagerungsmethoden der Lebensmittel am Flughafen Anchorage und bis zum Servieren hatten die Vermehrung der Bakterien begünstigt. Die Piloten hatten nichts von dieser Mahlzeit gegessen. Nach den Zwischenfällen beging der Catering-Manager von JAL in Anchorage Suizid. Die Federal Aviation Administration änderte ihre Bestimmungen, so dass zwei Piloten desselben Fluges Mahlzeiten essen sollten, die durch zwei Köche zubereitet wurden (siehe auch Lebensmittelvergiftungen bei der Japan Air Lines)

## Sonstiges

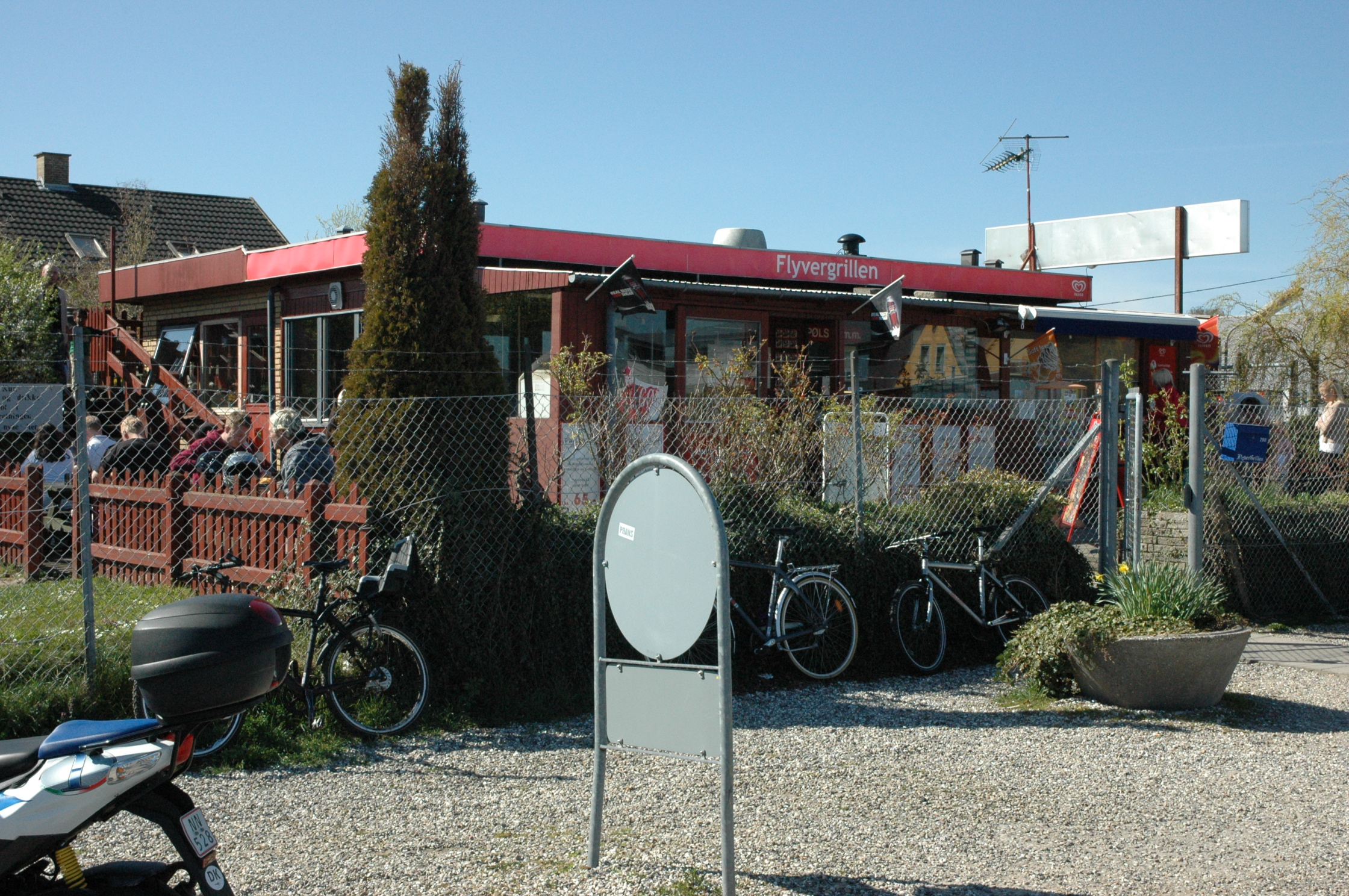
Imbissstand Flyvergrillen, Treffpunkt von Flugzeugspottern (2007)

- Der Flughafen Kopenhagen-Kastrup betreibt als einer der wenigen Flughäfen ein eigenes Rettungsboot („CPH Airport Rescue“).
- Am Rande des Landefeldes besteht mit dem Imbissstand Flyvergrillen (Flieger-Grill) ein beliebter Treffpunkt von Flugzeugspottern, der von der Behörde Kulturarvsstyrelsen zu einem Kulturgut Dänemarks erklärt wurde.